# Cúmulo globular M9
El cúmulo globular M9 (también conocido como Objeto Messier 9, Messier 9, M9 o NGC 6333) es un cúmulo globular de la constelación de Ofiuco. Fue descubierto por Charles Messier en 1764.
Su magnitud conjunta en banda B (filtro azul) es igual a la 9.36, su magnitud en banda V (filtro verde) es igual a la 8.42; su tipo espectral es Ne. Fotográficamente se aprecia de color amarillento debido a la gran cantidad de estrellas gigantes rojas (de color amarillento o dorado) que contiene.
De su velocidad radial (respecto al Sol), 229,1 km/s, se deduce que se aleja del Sistema Solar a más de 824.460 km/h.